# エミール・デュプロワエ

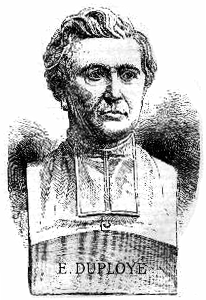
エミール・デュプロワエ

エミール・デュプロワエ (フランス語:Émile Duployé、1833年 - 1912年) は、フランスの聖職者。
フランス語の速記法の一つであるデュプロワエ式を発案した。

## 来歴
1833年にフランス・エーヌ県のリエス＝ノートル＝ダムで生まれた。速記法としてデュプロワエ式を発案し、このテーマで一連の本を執筆した。その初版は『デュプロワエ式:あらゆる言語に適用される、他よりも簡単に、より速く、より読みやすい文章（原文:Stenography-Duployé, writing easier, faster, and readable from any other, which applies to all languages)』と名付けられ、リヨンで出版された。発案した速記法は20世紀のフランス国内で広く使用され、1912年にヴァル＝ド＝マルヌ県のサン＝モール＝デ＝フォッセで80歳近くで亡くなった。